# Avram Hershko
Avram Hershko (n. 31 decembrie 1937, Karcag, Regatul Ungariei) este un biochimist maghiaro-israelian, laureat al Premiului Nobel pentru chimie (2004).

## Vezi și
- Știința și tehnologia în Ungaria